# Marina de Cudeyo
Marina de Cudeyo är en kommun i Spanien. Den ligger i den autonoma regionen Kantabrien i norra delen av landet, 300 km norr om huvudstaden Madrid. Antalet invånare är 5 190 (2024). Arean är 29,30 kvadratkilometer.